# Comuna Bodakva, Lohvîțea
Bodakva (în ucraineană Бодаква) este o comună în raionul Lohvîțea, regiunea Poltava, Ucraina, formată din satele Bodakva (reședința), Cervoni Lukî, Didiv Iar, Hruli, Nîjnea Budakivka, Pisocikî, Zabodakva și Zamoriivka.

## Demografie
Componența lingvistică a comunei Bodakva
     Ucraineană (97,79%)
     Rusă (1,74%)
     Alte limbi (0,24%)
Conform recensământului din 2001, majoritatea populației comunei Bodakva era vorbitoare de ucraineană (97,79%), existând în minoritate și vorbitori de rusă (1,74%).